# Conway Twitty
Harold Lloyd Jenkins, bedre kendt som Conway Twitty (1. september 1933 – 5. juni 1993) var en amerikansk rock'n'roll- og countrysanger.

## Diskografi
- I can't stop loving you(Lost her love)On our last date (1972)
- Stars of country conway twitty (1972)
- Twitty (1975)
- Now and then (1976)
- Dynamic Duo (1977)
- I've already loved you in my mind (1977)
- Honky tonk heroes (1978)
- Two's a party (1980)
- Rest your love on me (1980)
- Heart And Soul (1980)
- Fallin' for you for years (1986)
- Borderline (1987)
- House on old lonesome road (1989)
- Crazy in love (1990)
- Even now (1991)